# Harry Reid
Harry Mason Reid (ur. 2 grudnia 1939 w Searchlight, zm. 28 grudnia 2021 w Henderson) – amerykański polityk, senator ze stanu Nevada (wybrany w 1986 i ponownie w 1992, 1998, 2004 i 2010), członek Partii Demokratycznej.
16 listopada 2004 został wybrany na przywódcę senatorów Partii Demokratycznej, stając się tym samym Liderem Mniejszości (ang. minority leader), funkcję tę pełnił w latach 2005–2007. W 2007 Partia Demokratyczna uzyskała większość w senacie, a Reid został Liderem Większości. W 2015 większość odzyskała Partia Republikańska, a Reid ponownie został Liderem Mniejszości, stanowisko to zajmował do odejścia z senatu w 2017.
W latach 1971–1975 pełnił funkcję wicegubernatora Nevady, a w latach 1983–1987 był przedstawicielem Nevady w Izbie Reprezentantów Stanów Zjednoczonych.